# Tertiaire (chimie)
Pour les articles homonymes, voir Tertiaire.
En chimie organique, l'adjectif « tertiaire » est utilisé pour classer certains types de composés (alcools, amines, amides, halogénure d'alkyle, etc.)  ou intermédiaires réactionnels (radicaux alkyle, carbocations, etc.). Il désigne le degré de substitution (de) des atomes d'hydrogène lié à l'atome central (carbone, azote, phosphore, etc.) de la fonction en question, par des groupes organyles, et en l'occurrence, le fait qu'un trois atomes d'hydrogène ont été remplacés chacun par un groupe organyle.
Par exemple, l'atome central d'un groupe alcool est l'atome de carbone, lié à un groupe hydroxyle ; l'alcool sera qualifié de « tertiaire » si l'atome de carbone est lui-même tertiaire, c'est-à-dire qu'outre le groupe hydroxyle, il est un lié à un trois groupes organyles. S'il est lié à un seul groupe organyle et un deux atomes d'hydrogène, il sera qualifié de « primaire », et s'il est lié à deux groupes organyles et un atome d'hydrogène, il sera qualifié de « secondaire ». De même, une amine sera qualifiée de « tertiaire » si son atome central, l'atome d'azote, est tertiaire (lié à un trois groupes organyles), et une phosphine  sera qualifié de « tertiaire » si son atome central, l'atome de phosphore, est tertiaire.
|                                         | Comparaison d'atomes tertiaires avec les atomes primaires, secondaires et quaternaires. Les atomes centraux sont marqués en rouge dans les différents groupes fonctionnels. |            |           |                                |
|                                         | primaire | secondaire | tertiaire | quaternaire                    |
| Atome de carbone d'un composé organique | |            |           |                                |
| Alcool                                  | |            |           | n'existe pas                   |
| Amine                                   | |            |           | (Voir ammonium quaternaire)    |
| Amide                                   | |            |           | n'existe pas                   |
| Phosphine                               | |            |           | (voir phosphonium quaternaire) |